# Jean-Félix Salvage
Pour les articles homonymes, voir Salvage.
Jean Félix Augustin Salvage est un homme politique français né le 15 juillet 1762 à Saint-Martin-Valmeroux (Cantal) et mort le 26 novembre 1843 au même lieu.

## Biographie
Reçu avocat en 1784, il devient administrateur de district en 1790. Il est député du Cantal de 1791 à 1792, puis administrateur du département du Cantal sous le Directoire, puis président de canton. Magistrat, maire de Saint-Martin-Valmeroux, il est de nouveau député du Cantal de 1807 à 1811 et en 1815, pendant les Cent-Jours. Destitué de ses fonctions judiciaires sous la Restauration, il retrouve son poste de maire en 1830.

## Sources
- « Jean-Félix Salvage », dans Adolphe Robert et Gaston Cougny, Dictionnaire des parlementaires français, Edgar Bourloton, 1889-1891 [détail de l’édition]